# Mitrophrys barnsi
Mitrophrys barnsi là một loài bướm đêm trong họ Noctuidae.